# Missões diplomáticas da Grécia

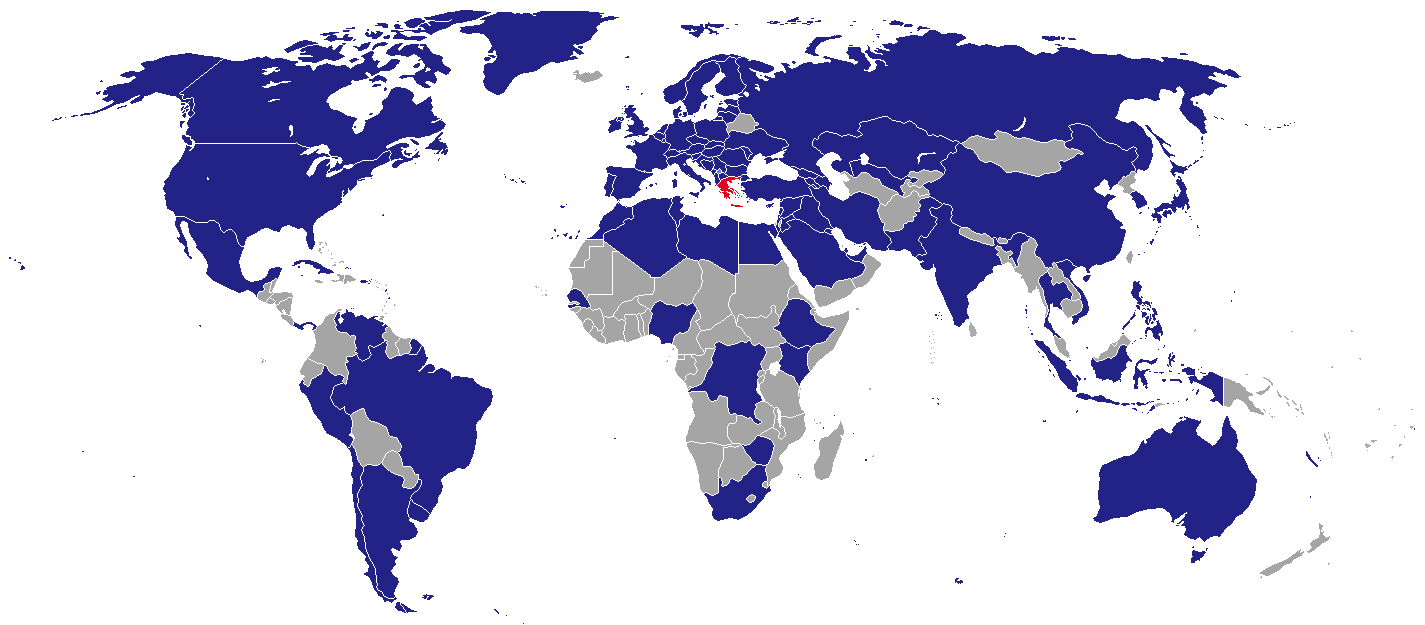
Mapa das missões diplomáticas da Grécia

Abaixo se encontram as embaixadas e consulados da Grécia:

## África

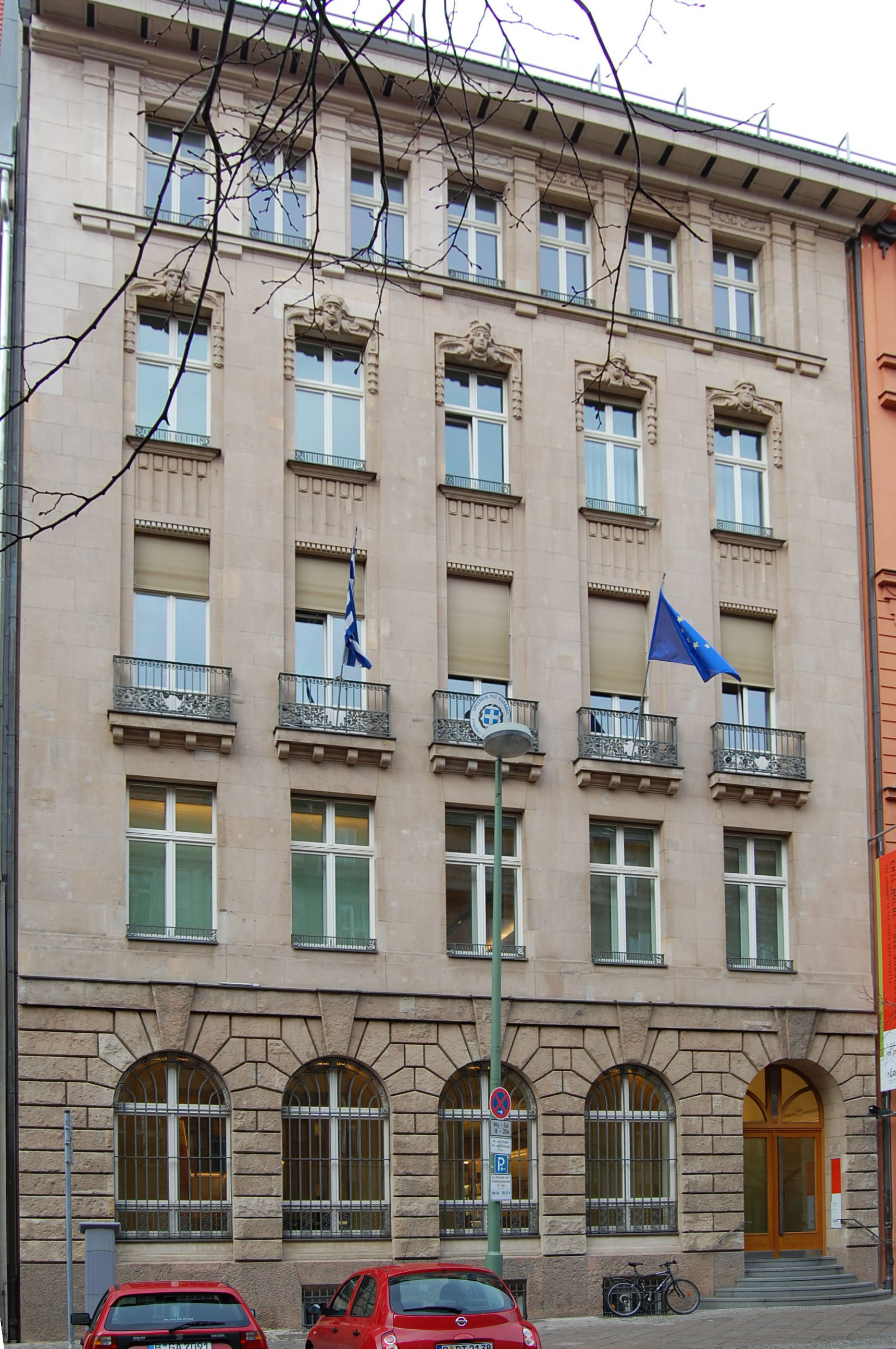
Embaixada da Grécia em Berlim

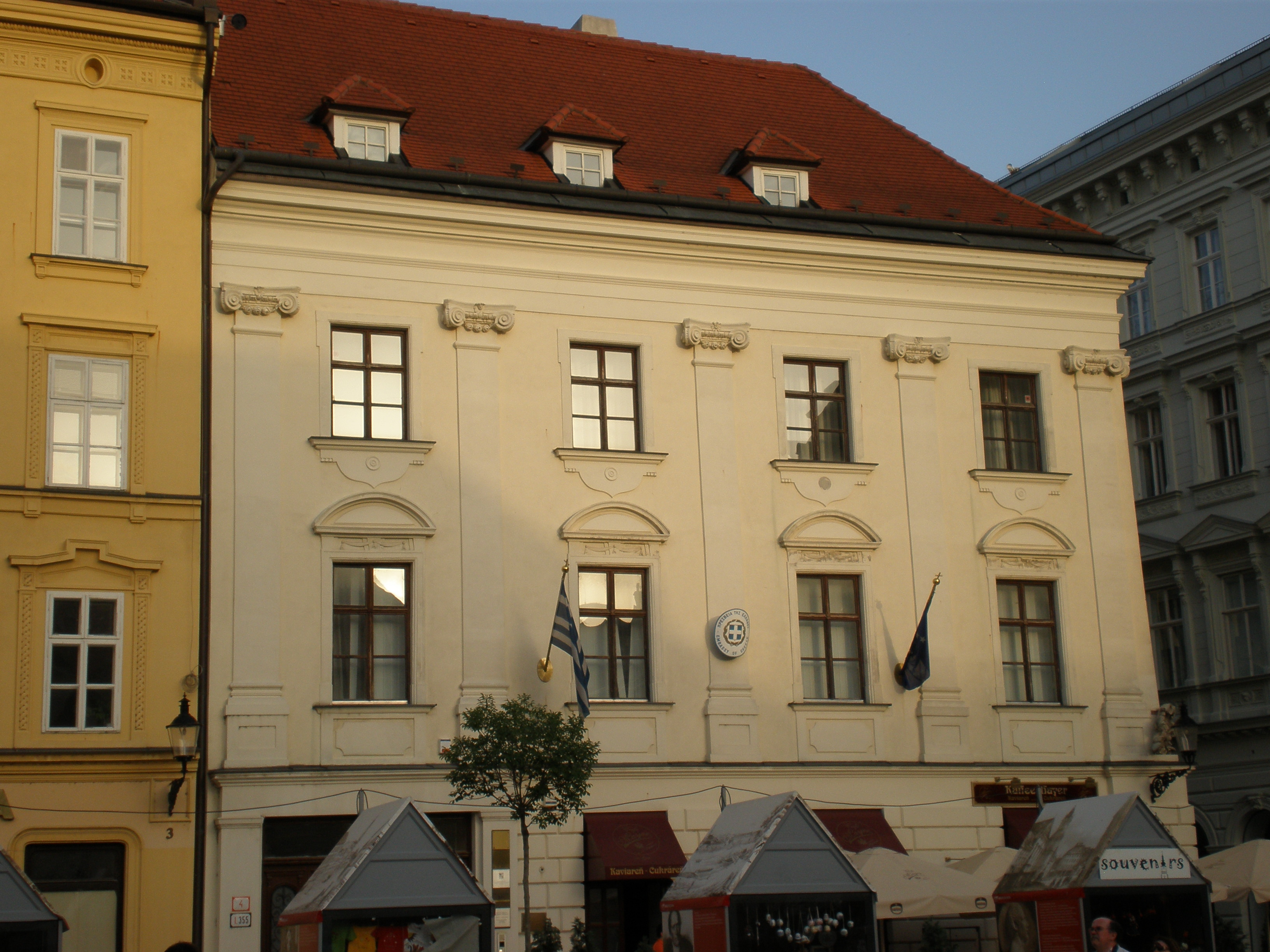
Embaixada da Grécia em Bratislava

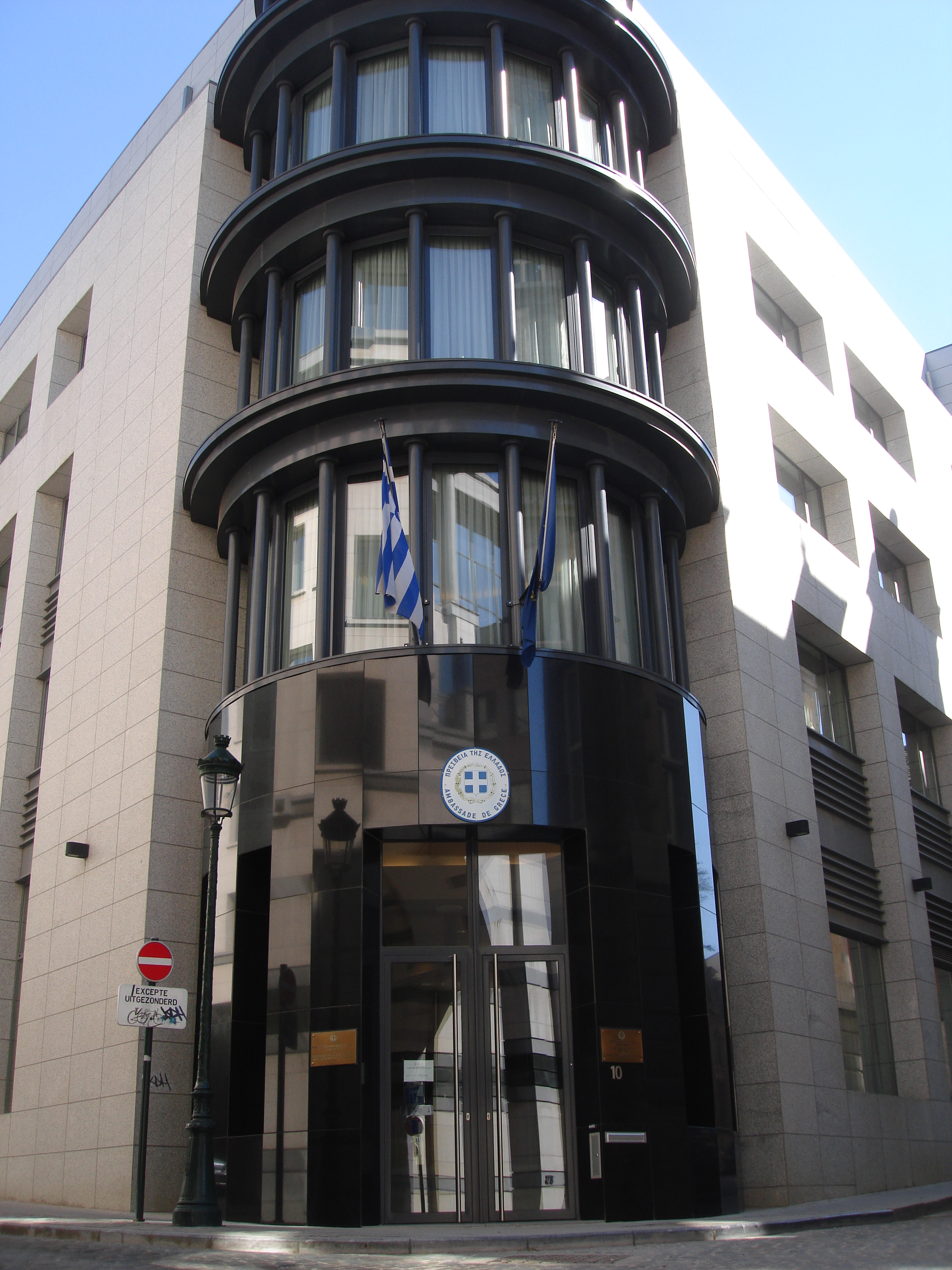
Embaixada da Grécia em Bruxelas

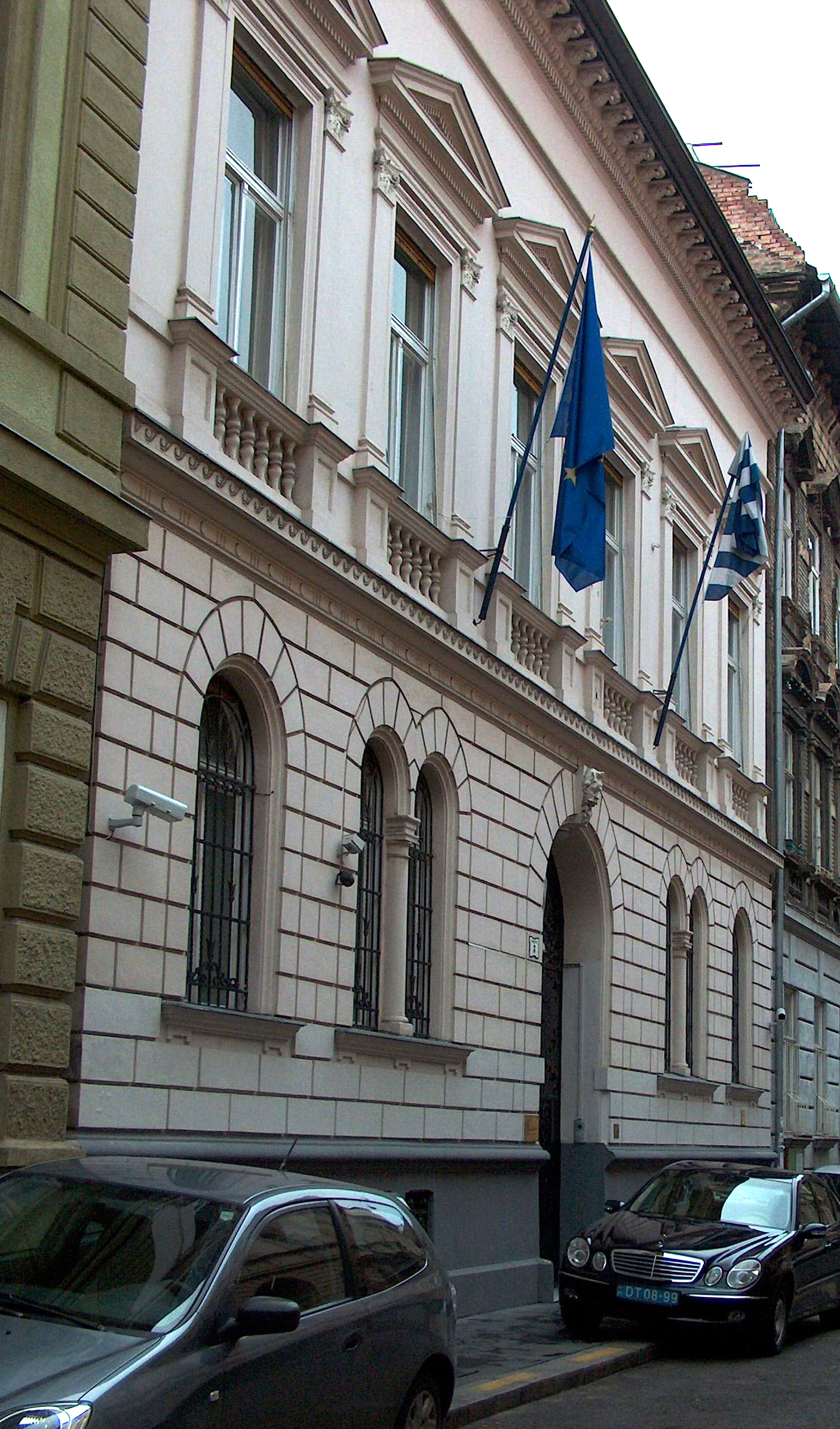
Embaixada da Grécia em Budapeste

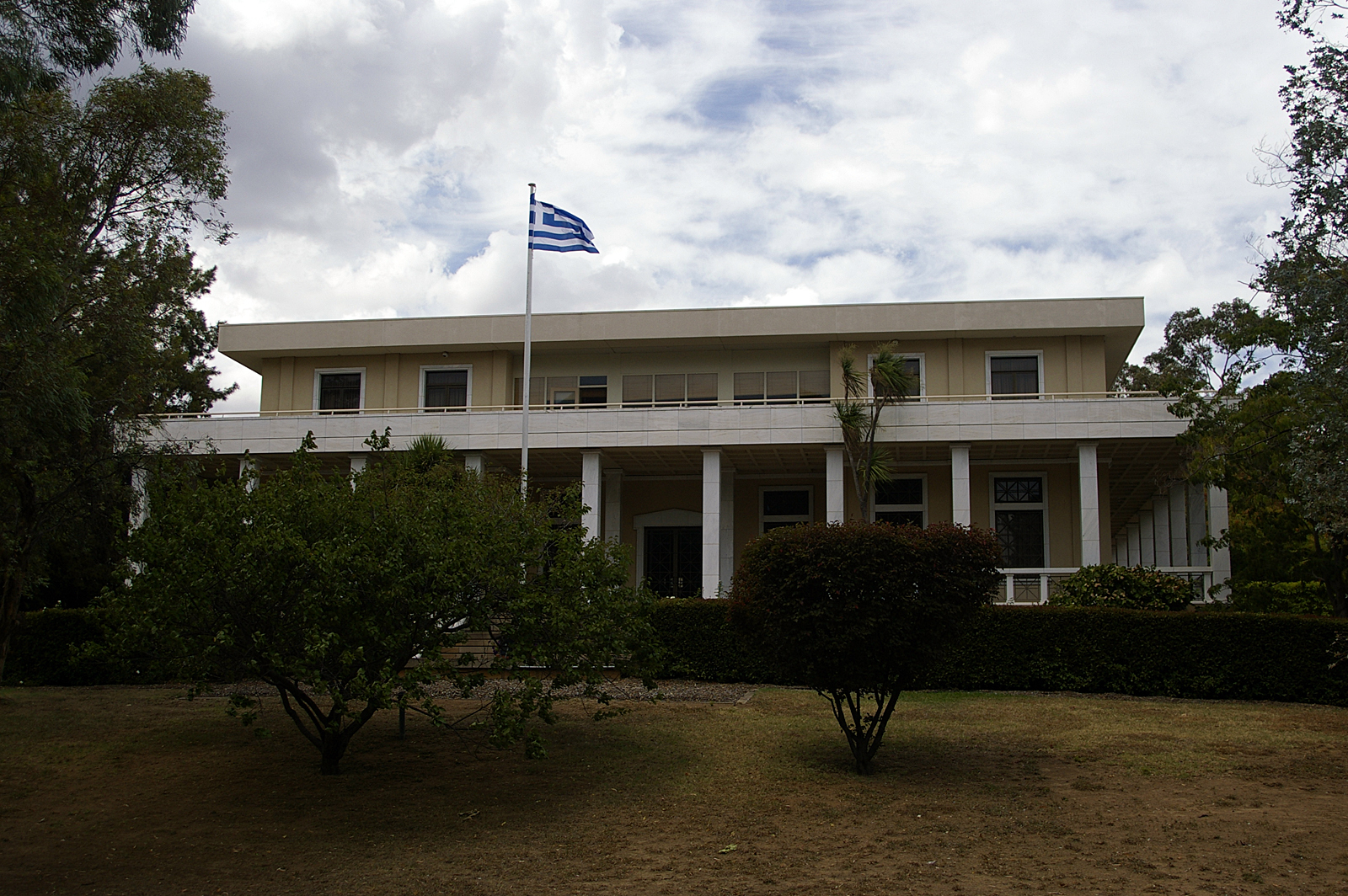
Embaixada da Grécia em Camberra

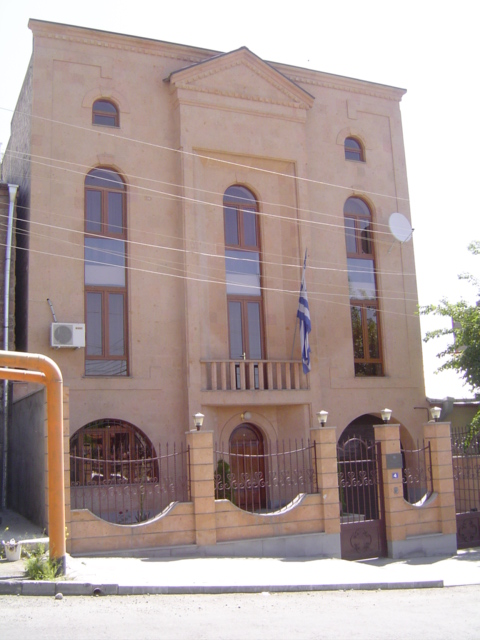
Embaixada da Grécia em Ereván

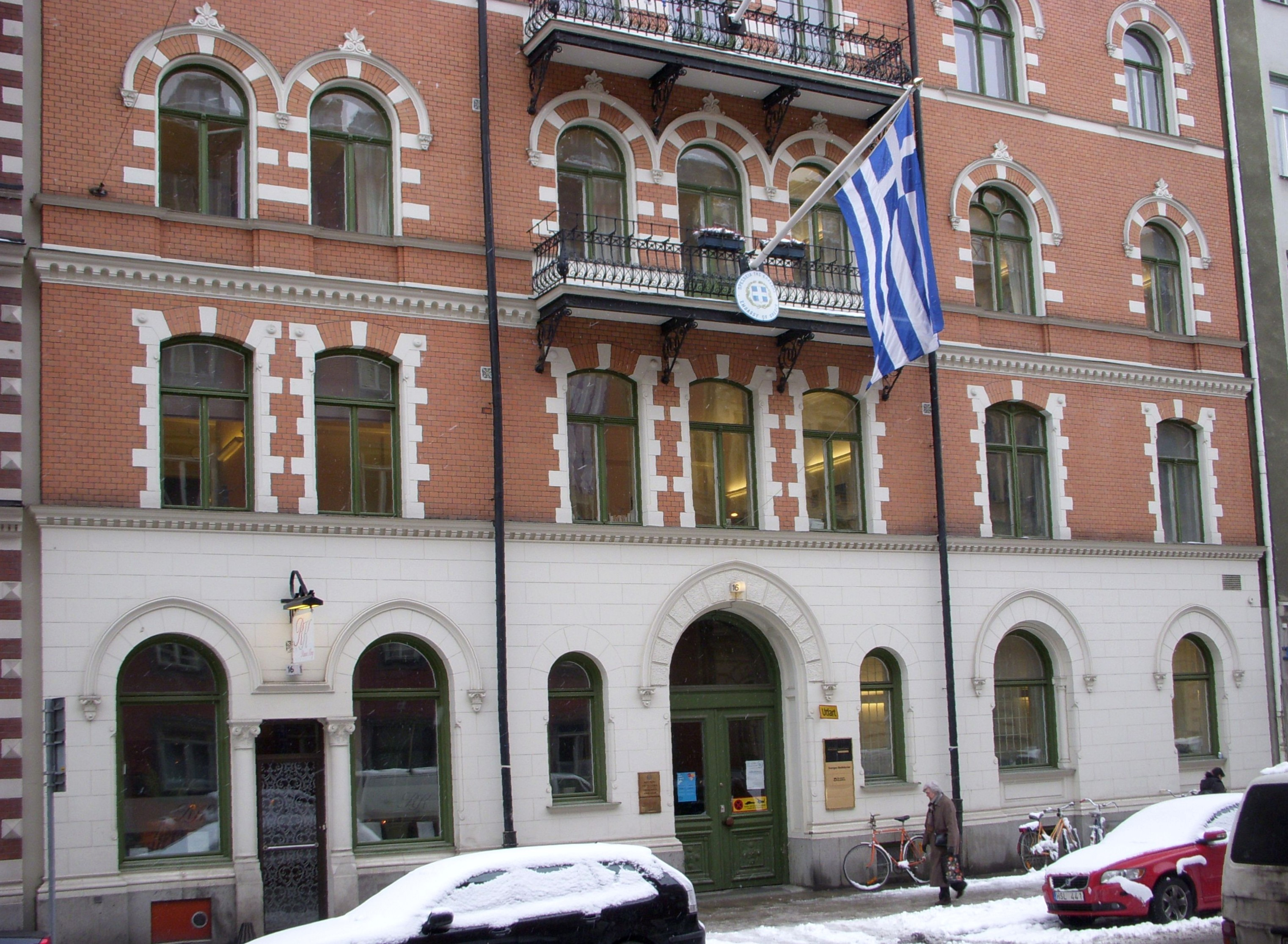
Embaixada da Grécia em Estocolmo

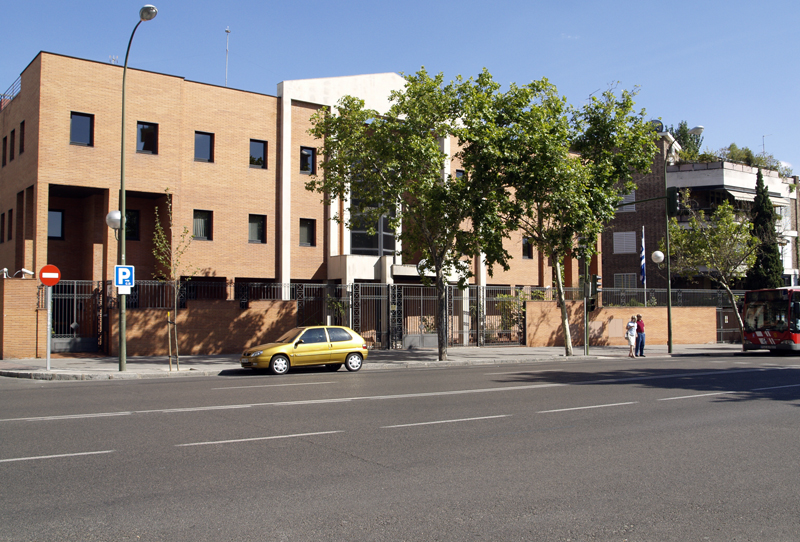
Embaixada da Grécia em Madrid

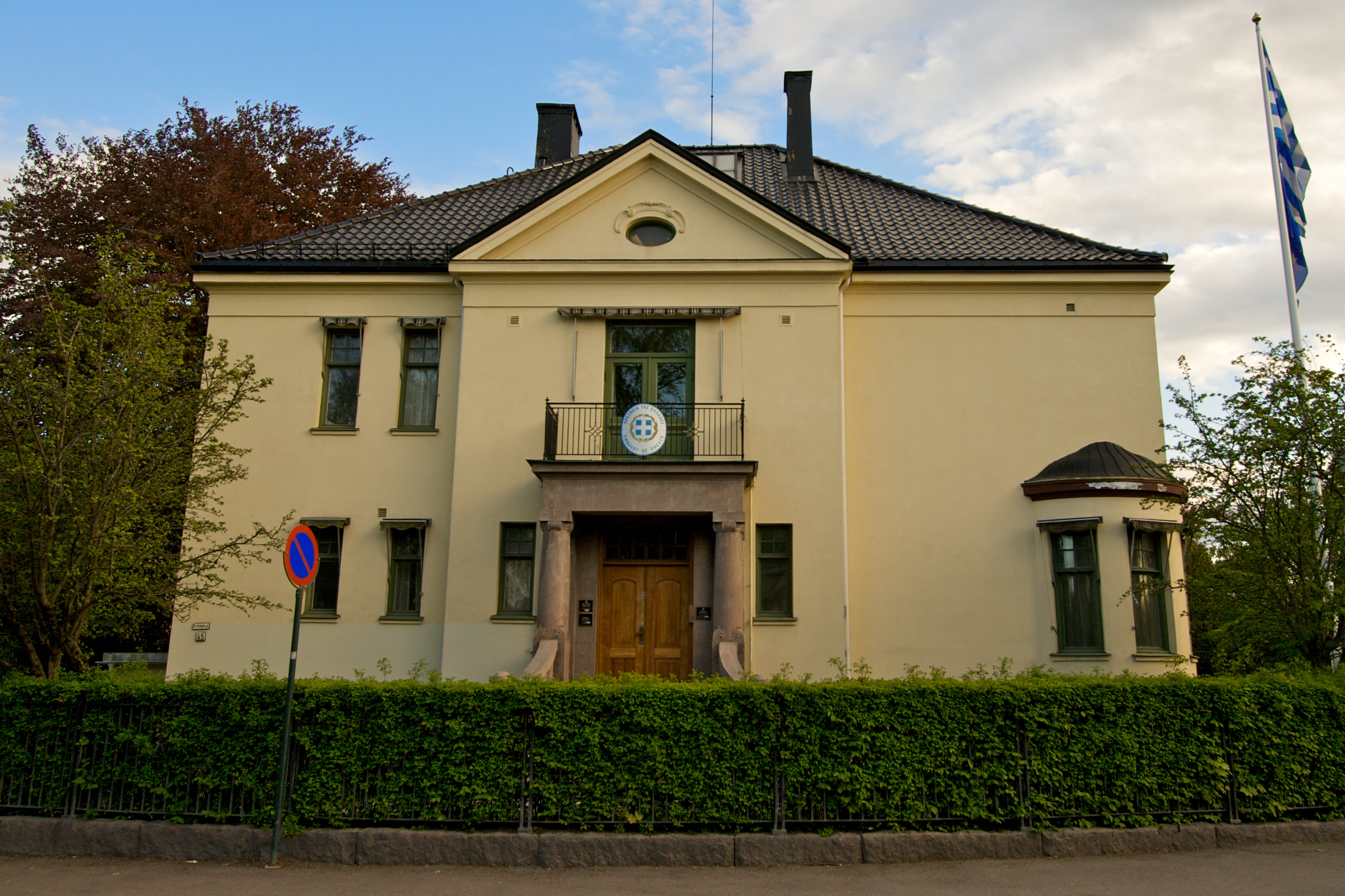
Embaixada da Grécia em Oslo

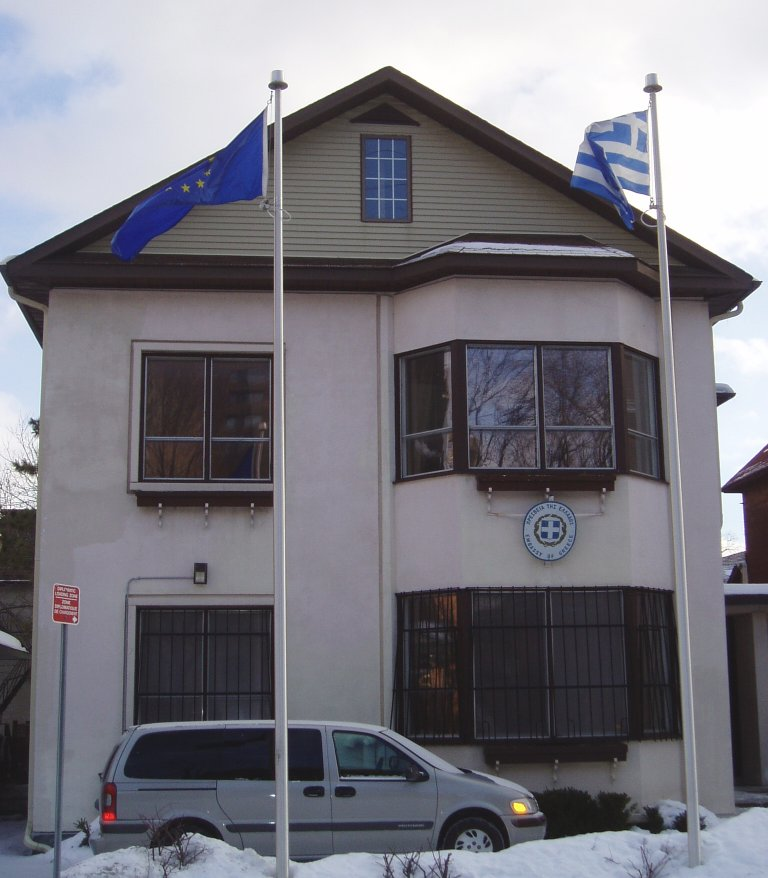
Embaixada da Grécia em Ottawa

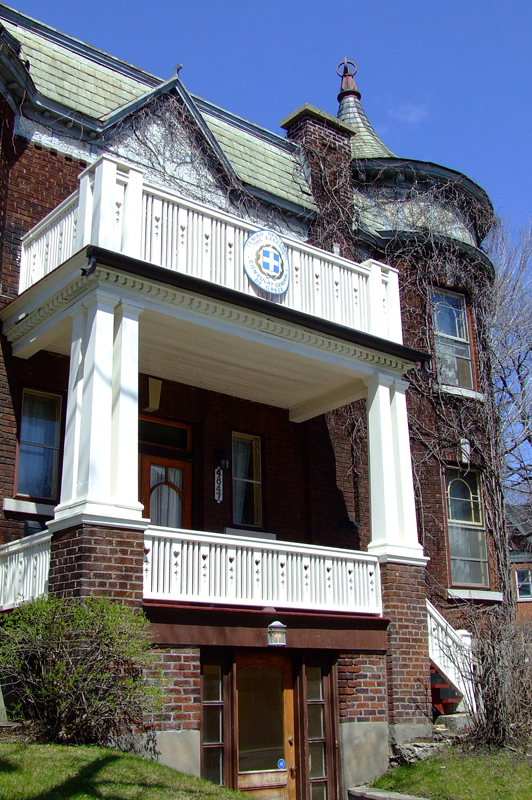
Consulado-Geral da Grécia em Montreal

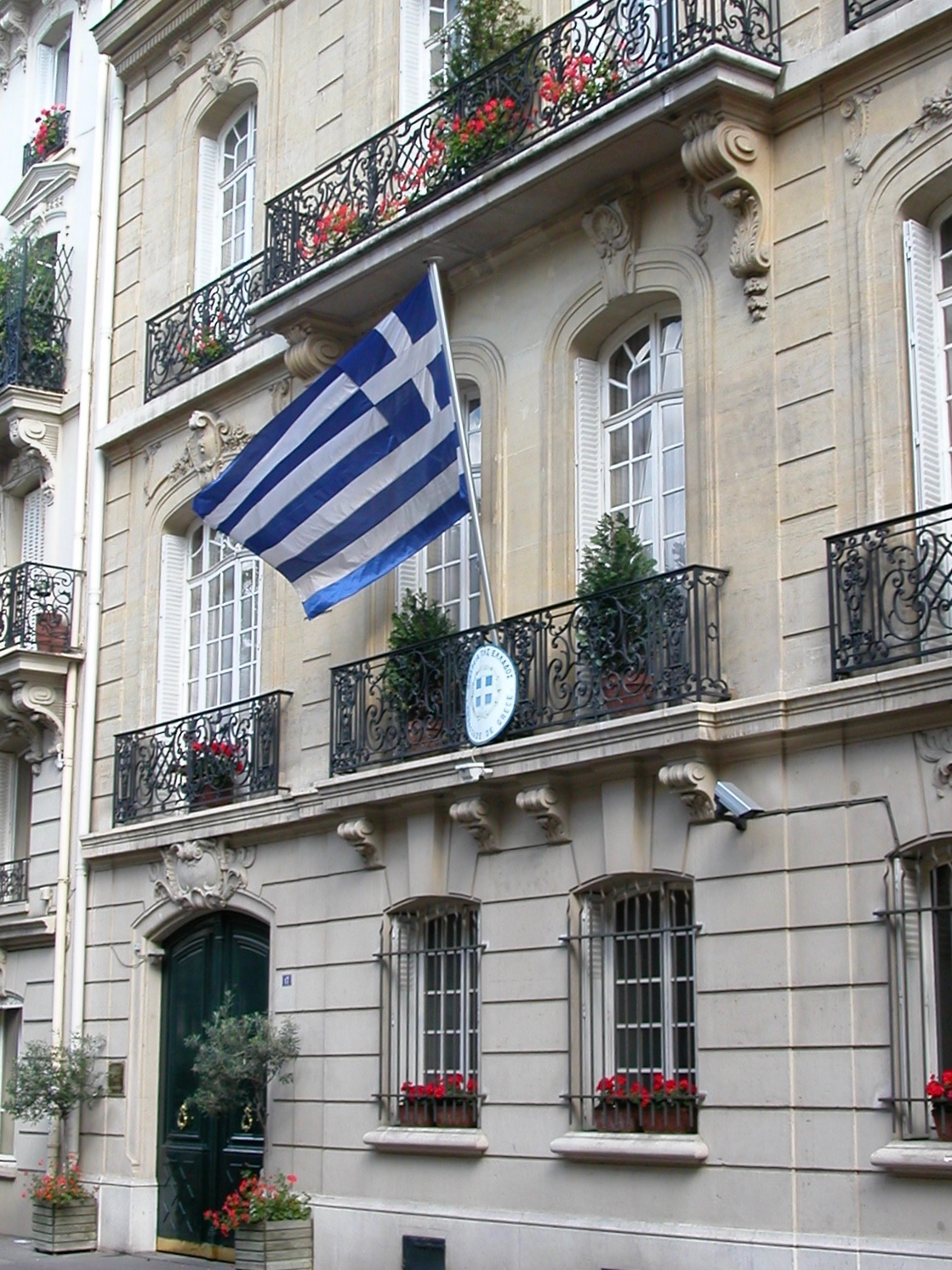
Embaixada da Grécia em Paris

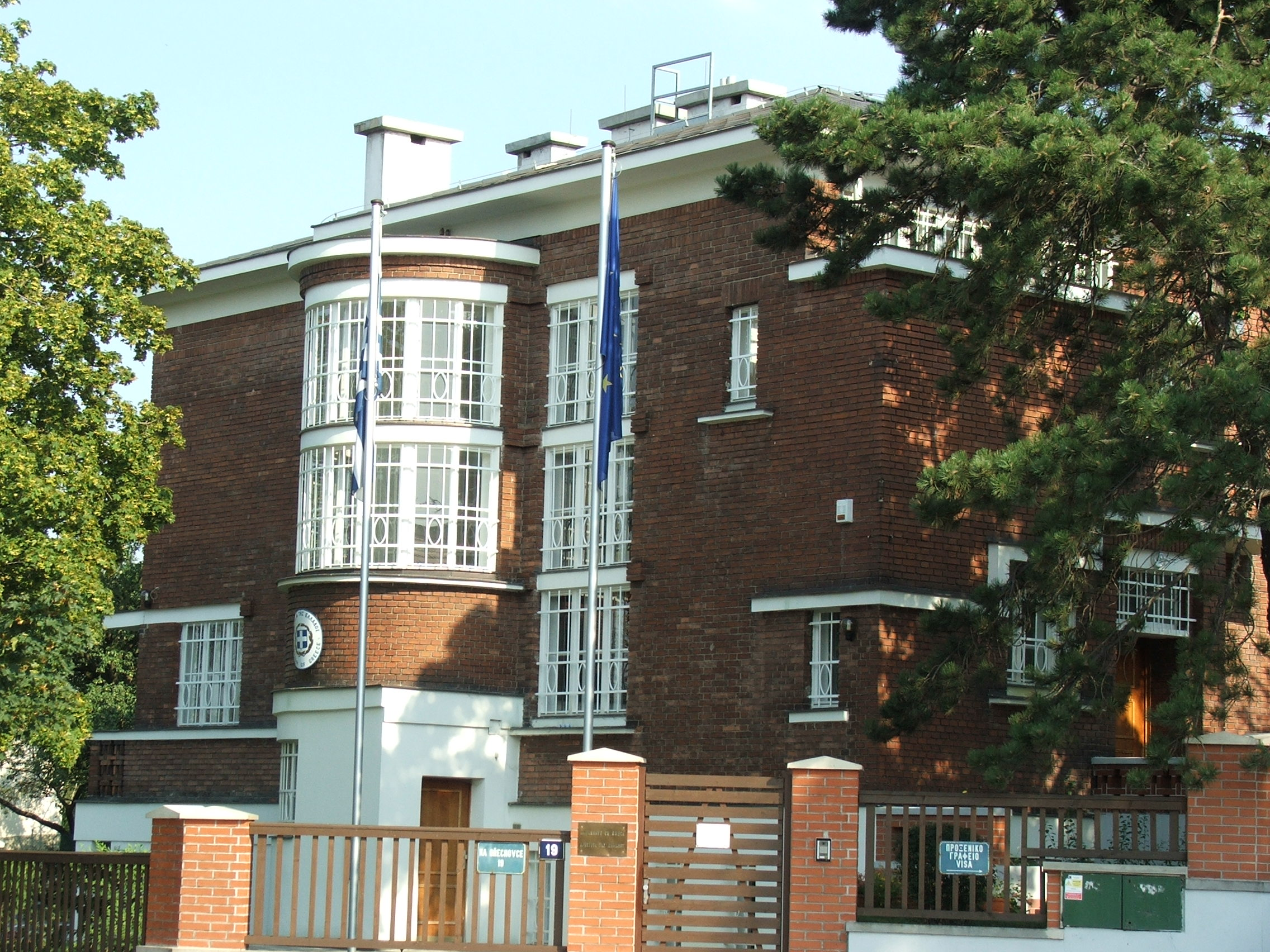
Embaixada da Grécia em Praga

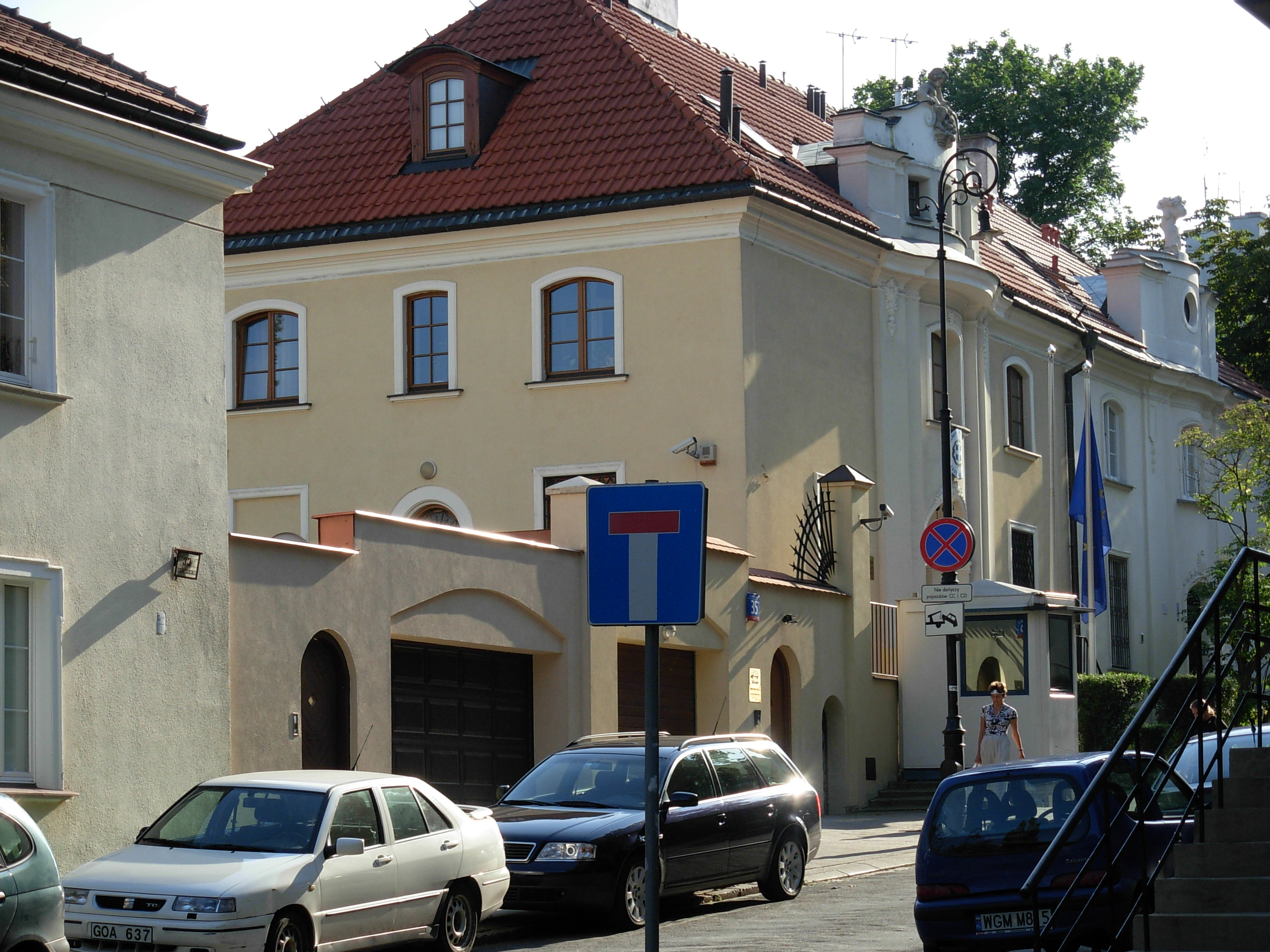
Embaixada da Grécia em Varsóvia

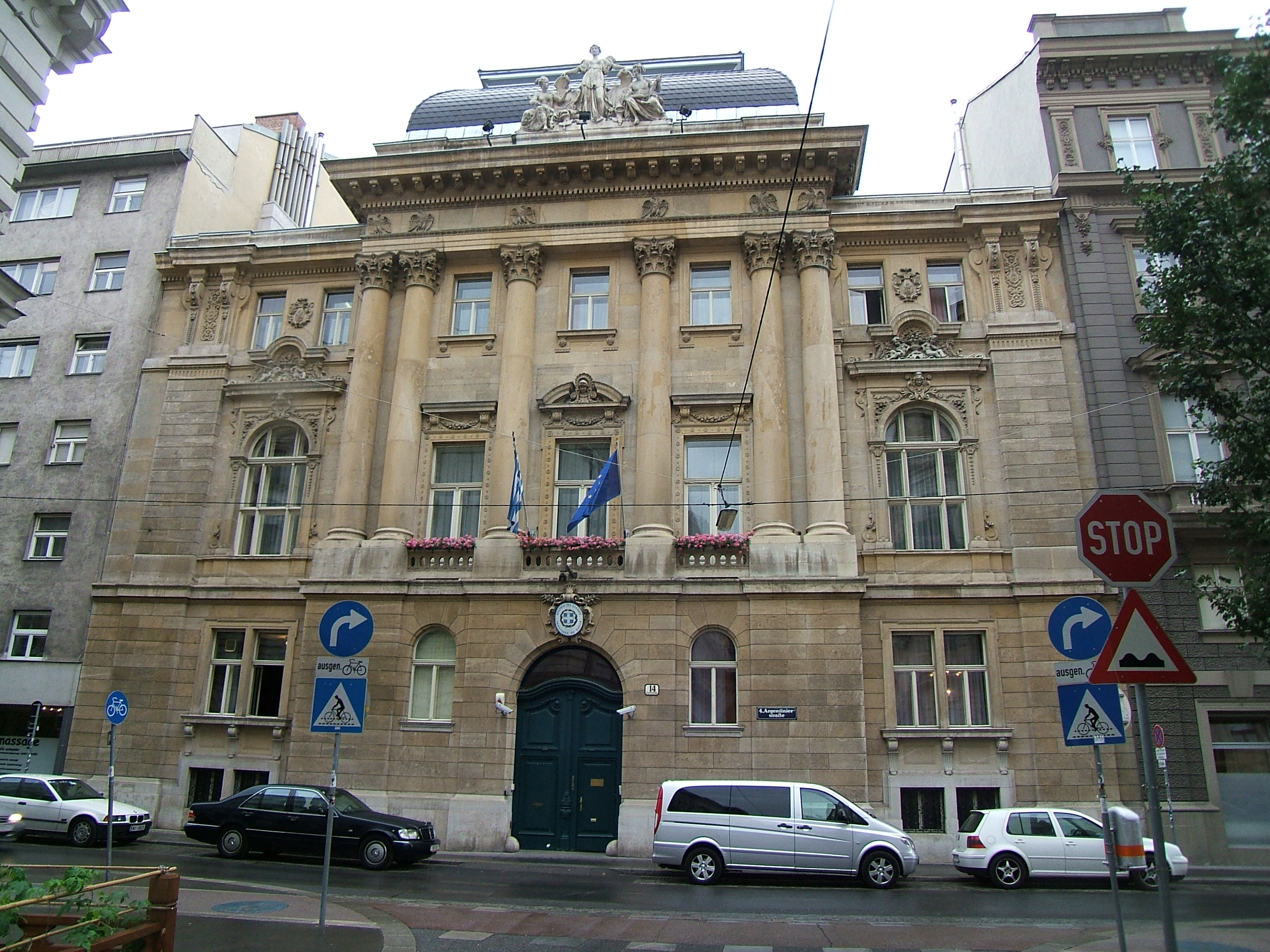
Embaixada da Grécia em Viena

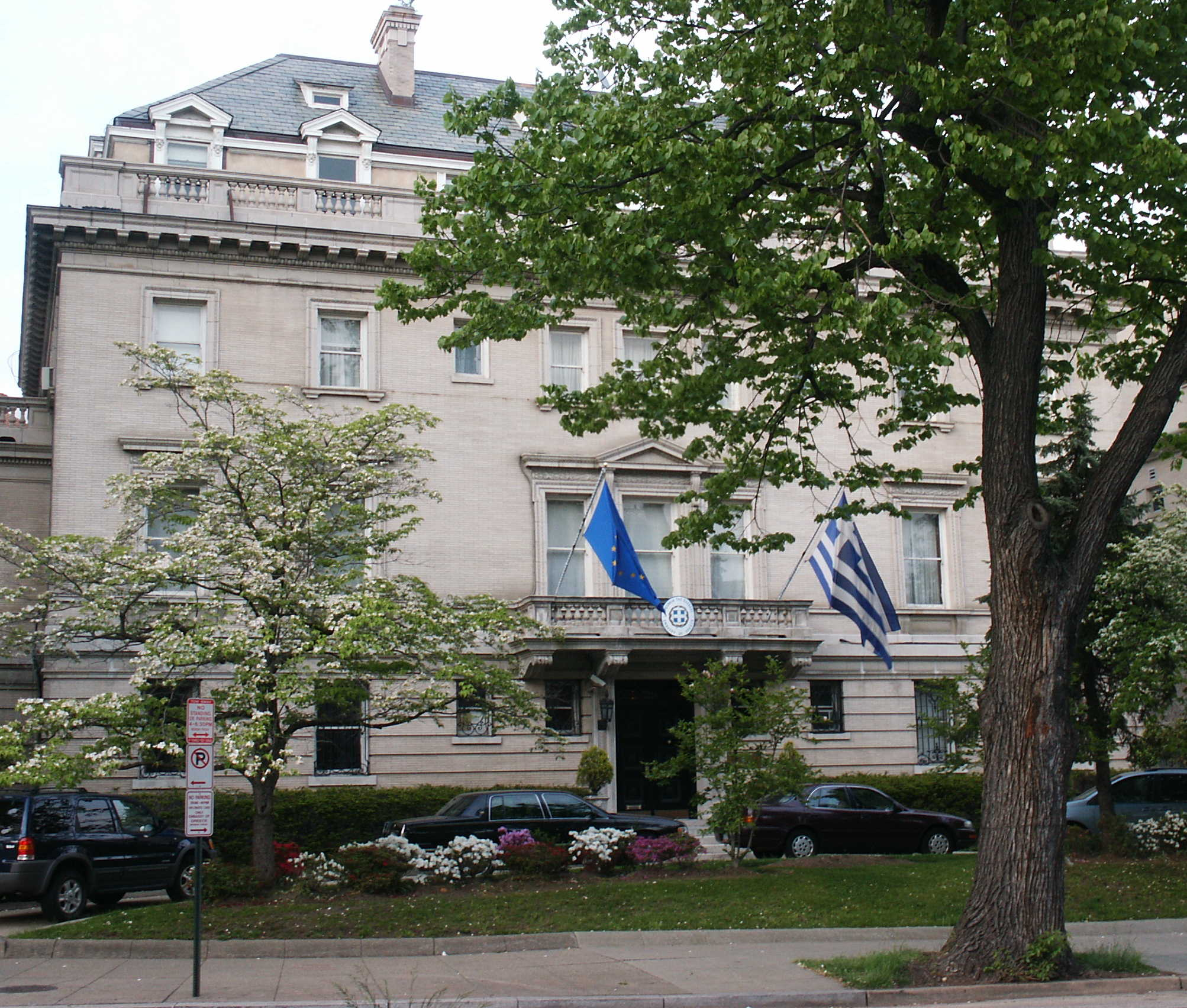
Embaixada da Grécia em Washington, D.C

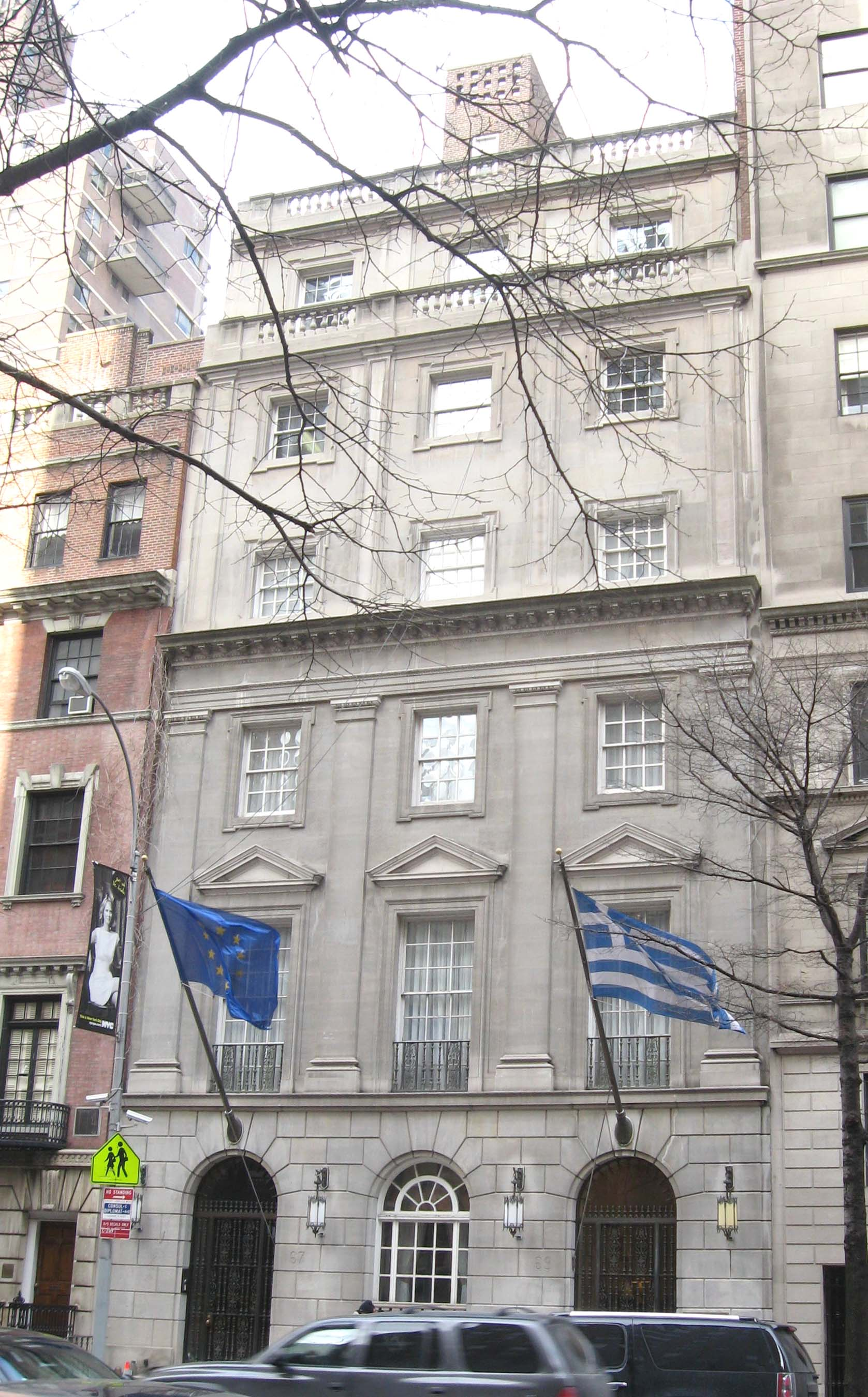
Consulado-Geral da Grécia em Nova Iorque

- África do Sul
  - Pretória (Embaixada)
  - Johannesburgo (Consulado-Geral)
  - Cidade do Cabo (Consulado)
  - Durban (Consulado)
- Argélia
  - Argel (Embaixada)
- Egito
  - Cairo (Embaixada)
  - Alexandria (Consulado-Geral)
- Etiópia
  - Addis Abeba (Embaixada)
- Líbia
  - Trípoli (Embaixada)
- Marrocos
  - Rabat (Embaixada)
- Nigéria
  - Abuja (Embaixada)
- Quênia
  - Nairóbi (Embaixada)
- República Democrática do Congo
  - Kinshasa (Embaixada)
- Sudão
  - Cartum (Embaixada)
- Tunísia
  - Tunes (Embaixada)
- Zimbabwe
  - Harare (Embaixada)

## América
- Argentina
  - Buenos Aires (Embaixada)
- Brasil
  - Brasília (Embaixada)
  - São Paulo (Consulado-Geral)
- Canadá
  - Ottawa (Embaixada)
  - Montreal (Consulado-Geral)
  - Toronto (Consulado-Geral)
  - Vancouver (Consulado-Geral)
- Chile
  - Santiago (Embaixada)
- Cuba
  - Havana (Embaixada)
- Estados Unidos
  - Washington, D.C. (Embaixada)
  - Boston (Consulado-Geral)
  - Chicago (Consulado-Geral)
  - Los Angeles (Consulado-Geral)
  - Nova Iorque (Consulado-Geral)
  - São Francisco (Consulado-Geral)
  - Tampa (Consulado-Geral)
  - Atlanta (Consulado)
  - Houston (Consulado)
- México
  - Cidade do México (Embaixada)
- Peru
  - Lima (Embaixada)
- Uruguai
  - Montevidéu (Embaixada)
- Venezuela
  - Caracas (Embaixada)

## Ásia
- Arábia Saudita
  - Riade (Embaixada)
  - Jidá (Consulado-Geral)
- Armênia
  - Erevan (Embaixada)
- Azerbaijão
  - Baku (Embaixada)
- Catar
  - Doha (Embaixada)
- Cazaquistão
  - Astana (Embaixada)
- China
  - Pequim (Embaixada)
  - Cantão (Consulado-Geral)
  - Hong Kong (Consulado-Geral)
  - Xangai (Consulado-Geral)
- Coreia do Sul
  - Seul (Embaixada)
- Emirados Árabes Unidos
  - Abu Dhabi (Embaixada)
- Filipinas
  - Manila (Embaixada)
- Geórgia
  - Tbilisi (Embaixada)
- Índia
  - Nova Deli (Embaixada)
- Indonésia
  - Jacarta (Embaixada)
- Irão
  - Teerã (Embaixada)
- Iraque
  - Bagdá (Embaixada)
- Israel
  - Tel Aviv (Embaixada)
  - Jerusalém (Consulado-Geral)
- Japão
  - Tóquio (Embaixada)
- Jordânia
  - Amã (Embaixada)
- Kuwait
  - Cidade do Kuwait (Embaixada)
- Líbano
  - Beirute (Embaixada)
- Paquistão
  - Islamabad (Embaixada)
- Tailândia
  - Bangkok (Embaixada)
- Turquia
  - Ancara (Embaixada)
  - Esmirna (Consulado-Geral)
  - Istambul (Consulado-Geral)
  - Edirne (Consulado)
- Vietname
  - Hanói (Embaixada)

## Europa
- Albânia
  - Tirana (Embaixada)
  - Gjirokastër (Consulado-Geral)
  - Korçë (Consulado-Geral)
- Alemanha
  - Berlim (Embaixada)
  - Colônia (Consulado-Geral)
  - Düsseldorf (Consulado-Geral)
  - Estugarda (Consulado-Geral)
  - Frankfurt am Main (Consulado-Geral)
  - Hamburgo (Consulado-Geral)
  - Hanôver (Consulado-Geral)
  - Leipzig (Consulado-Geral)
  - Munique (Consulado-Geral)
- Áustria
  - Viena (Embaixada)
- Bélgica
  - Bruxelas (Embaixada)
- Bósnia e Herzegovina
  - Sarajevo (Embaixada)
- Bulgária
  - Sófia (Embaixada)
  - Plovdiv (Consulado-Geral)
- Chipre
  - Nicósia (Embaixada)
- Croácia
  - Zagreb (Embaixada)
- Dinamarca
  - Copenhague (Embaixada)
- Eslováquia
  - Bratislava (Embaixada)
- Eslovênia
  - Liubliana (Embaixada)
- Espanha
  - Madrid (Embaixada)
- Estónia
  - Tallin (Embaixada)
- Finlândia
  - Helsinque (Embaixada)
- França
  - Paris (Embaixada)
  - Marselha (Consulado-Geral)
- Hungria
  - Budapeste (Embaixada)
- Irlanda
  - Dublin (Embaixada)
- Itália
  - Roma (Embaixada)
  - Milão (Consulado-Geral)
  - Nápoles (Consulado-Geral)
  - Veneza (Consulado)
- Kosovo
  - Pristina (Gabinete de Ligação)
- Letônia
  - Riga (Embaixada)
- Lituânia
  - Vilnius (Embaixada)
- Luxemburgo
  - Luxemburgo (Embaixada)
- Macedônia do Norte
  - Skopje (Gabinete de Ligação)
  - Bitola (Escritório Consular)
- Malta
  - Valeta (Embaixada)
- Montenegro
  - Podgorica (Embaixada)
- Noruega
  - Oslo (Embaixada)
- Países Baixos
  - Haia (Embaixada)
- Polónia
  - Varsóvia (Embaixada)
- Portugal
  - Lisboa (Embaixada)
- Reino Unido
  - Londres (Embaixada)
- Chéquia
  - Praga (Embaixada)
- Roménia
  - Bucareste (Embaixada)
- Rússia
  - Moscou (Embaixada)
  - Novorossiysk (Consulado-Geral)
  - São Petersburgo (Consulado-Geral)
- Sérvia
  - Belgrado (Embaixada)
  - Niš (Consulado)
- Suécia
  - Estocolmo (Embaixada)
- Suíça 
  - Berna (Embaixada)
  - Genebra (Consulado-Geral)
- Ucrânia
  - Kiev (Embaixada)
  - Mariupol (Consulado-Geral)
  - Odessa (Consulado-Geral)
- Vaticano
  - Roma (Embaixada)

## Oceania
- Austrália
  - Camberra (Embaixada)
  - Adelaide (Consulado-Geral)
  - Melbourne (Consulado-Geral)
  - Sydney (Consulado-Geral)
  - Perth (Consulado)

## Organizações Multilaterais
- - Bruxelas (Missão Permanente do país ante a União Europeia e OTAN)
  - Estrasburgo (Missão Permanente do país ante o Conselho da Europa)
  - Genebra (Missão Permanente do país ante as Nações Unidas e outras organizações internacionais)
  - Nairóbi (Missão Permanente do país ante as Nações Unidas e outras organizações internacionais)
  - Nova Iorque (Missão Permanente do país ante as Nações Unidas)
  - Paris (Missão Permanente do país ante a OCDE e Unesco)
  - Roma (Missão Permanente do país ante a Organização das Nações Unidas para Agricultura e Alimentação)
  - Viena (Missão Permanente do país ante as Nações Unidas)